# Кушпен, Франсуа
Франсуа́ Кушпе́н (фр. François Couchepin; 19 января 1935, Мартиньи, Вале — 23 февраля 2023, Лозанна) — швейцарский государственный и политический деятель; юрист. Федеральный канцлер Швейцарии от Свободной демократической партии с 1 июля 1991 по 31 декабря 1999 года.

## Карьера
Родился 19 января 1935 года в коммуне Мартиньи, в Швейцарии, в семье федерального судьи Луи Кушпена.
В 1957 году он закончил лиценциат, а через два года получил патенты юриста и нотариуса в кантоне Вале.
С 1964 по 1980 год руководил собственной юридической в Мартиньи.
После того как канцлер Вальтер Бузер объявил об отставке в 1991 году, на его должность было четверо официальных кандидатов. Кроме Кушпена, это были Ахилл Казанова (CVP), Макс Фридли (SVP) и Курт Нусплигер (SP). Кушпен был избран Федеральным советом в шестом голосовании.
Скончался 23 февраля 2023 года.